# 오구타호
오구타호는 하부 은자바강이 충적토에 의해 막혀 형성된 가느다란 '손가락 호수'이다. 이 호수는 나이지리아 남동부 이모주에서 가장 큰 자연 호수이며, 나이저강 삼각주의 적도 우림 지역 내에 위치한다. 오구타호의 유역은 은자바강의 배수 지역과 오니차 남쪽 지역의 나이저강 범람원 일부를 포함한다.

## 위치
이 호수는 오구타에 위치하며 은도니강과 오라시강의 합류점에서 약 50 킬로미터 (30 mi) 떨어져 있다. 동서로 약 eight 킬로미터 (5 mi) 길고 2.5 킬로미터 (1 1⁄2 mi) 넓다. 호수는 북위 5:41-5:44, 동경 6:41-6:50에 위치하며 해발 50m 미만이다.
은자바강에서 흐르는 물줄기는 오구타호의 주요 유입원이다. 나머지 세 지류는 아와바나강, 우투강, 오라시강이다. 오라시강은 오구타호의 남서부를 지나 흐른다.

## 기후
오구타호는 건기는 따뜻하고 습하며 부분적으로 흐린 반면, 우기는 덥고 습하며 부분적으로 흐리다. 일년 내내 기온은 보통 68°F에서 88°F 사이이며, 60°F 미만 또는 91°F 이상인 경우는 거의 없다.
해변/수영장 점수를 기준으로, 오구타를 방문하기 가장 좋은 시기는 11월 말부터 1월 말까지이다.

## 경제적 중요성
이 호수는 오구타, 오르수, 음그비디, 은퀘시, 오세모토르, 은네부크우, 음그벨레, 아와 아워오마마 아카보를 포함한 기름이 풍부한 은자바강 유역 사람들에게 물, 물고기, 관광 및 하수 배출구로서 중요하다. 우하미리(Uhamiri)는 호수의 여신이다.

## 무역로
은자바강과 오라시강을 통해 오구타호를 거쳐 해안으로 이어지는 수로는 아워오마마, 음그비디, 오구타, 은도니, 아본네마, 데게마를 지나 오구타, 오세모토르, 아워오마마 및 주변 마을들을 만들었다. 오구타호는 비아프라 전쟁 동안 비아프라군 해군 기지로도 사용되었다.

## 오구타호 사진

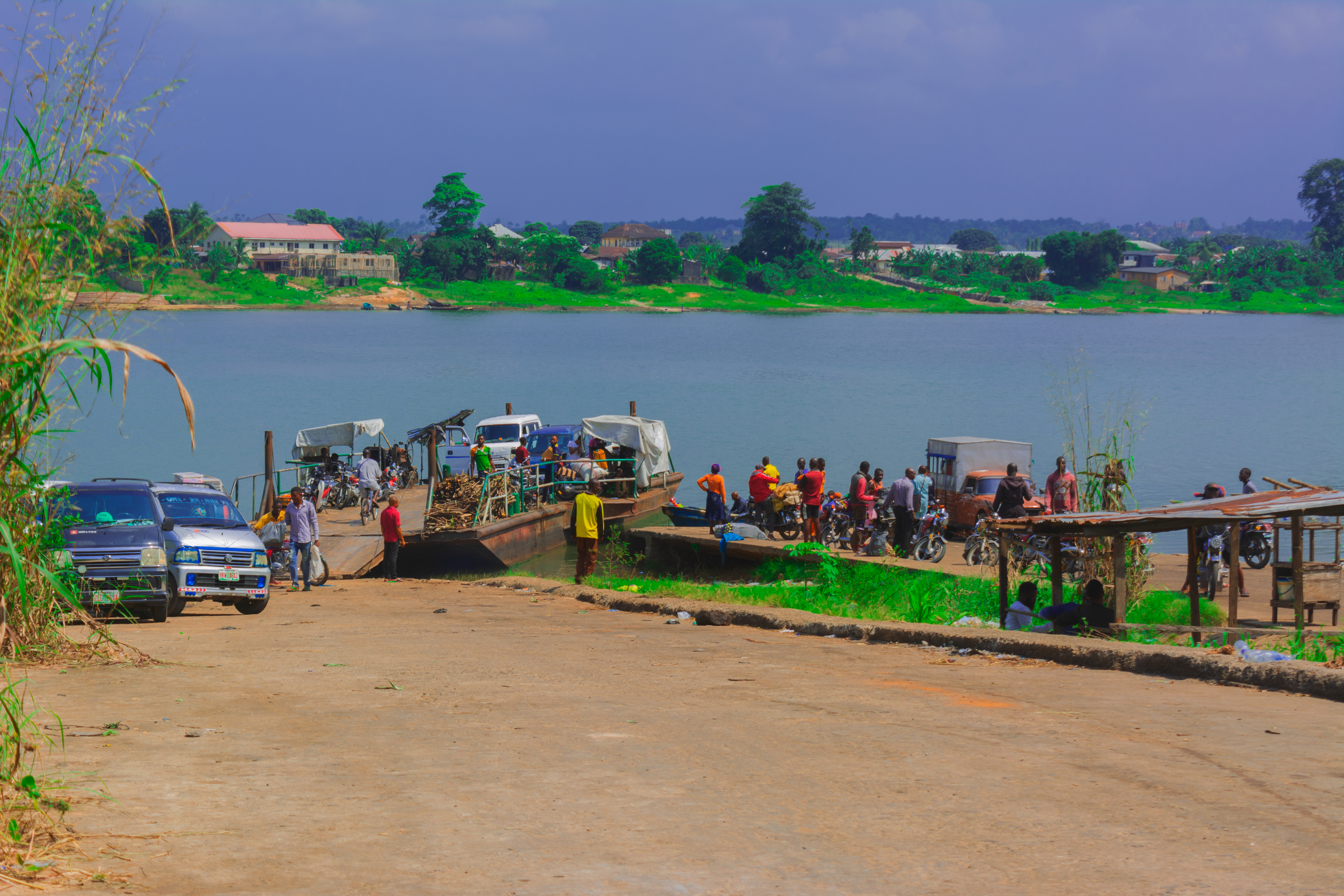
오구타호변은 인간 활동과 시골 주민들을 보여준다. 여기에는 오토바이 운전자, 짐을 실은 폰툰, 그리고 물품, 서비스, 사람들의 이동에 종사하는 자동차 운전자들이 포함된다.
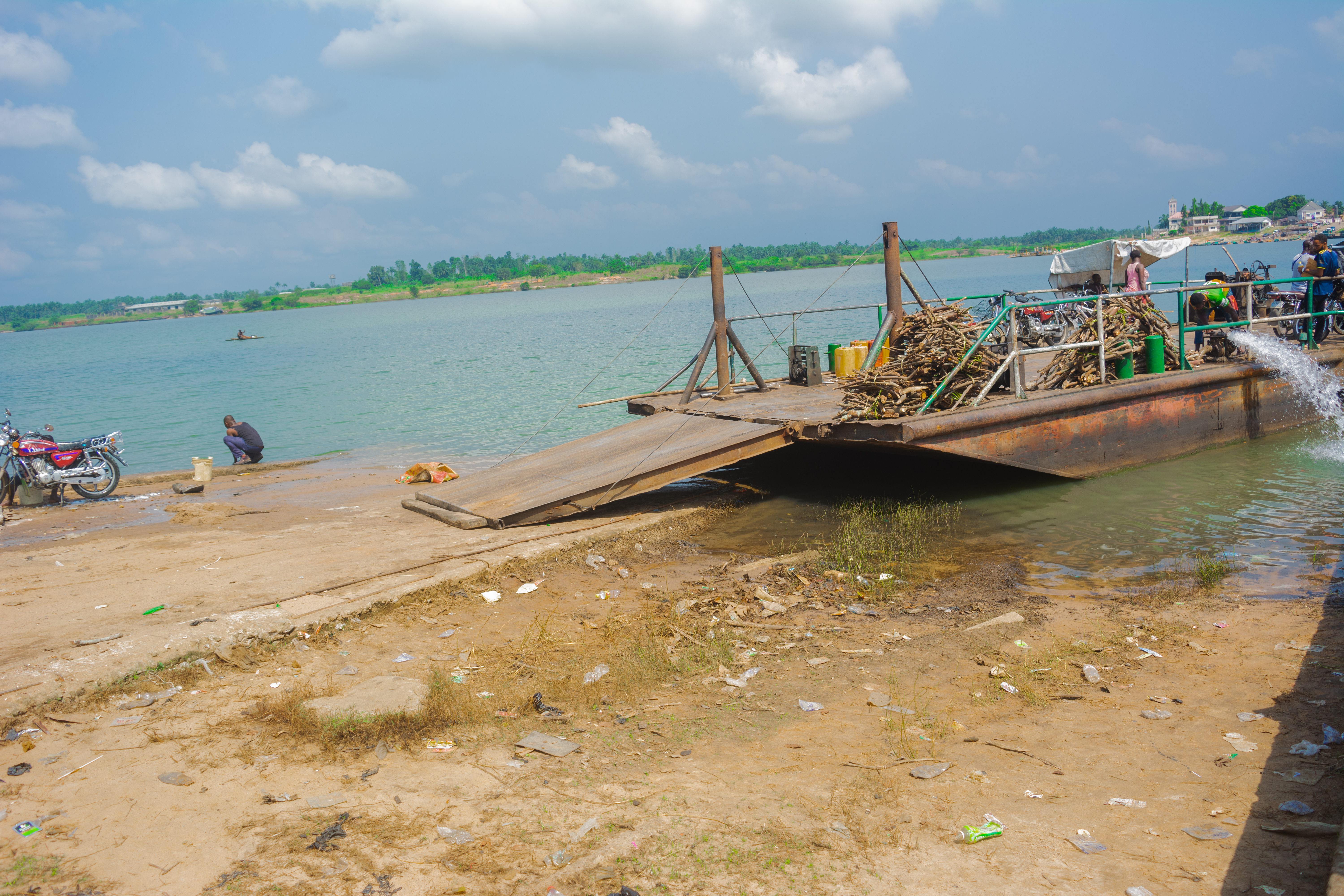
오구타호변은 오토바이 세차, 물품 및 사람 운송과 같은 인간 활동을 보여준다.
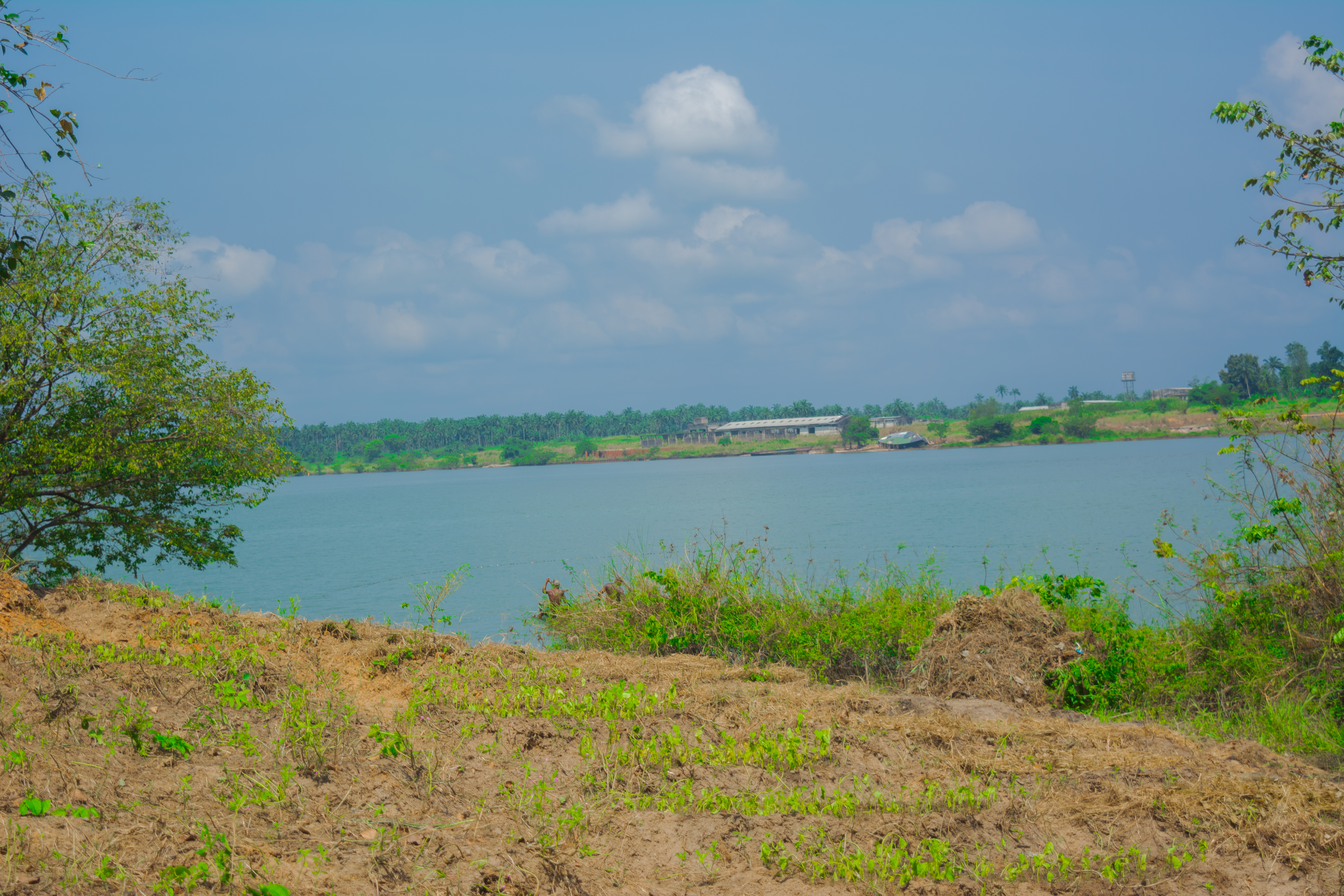
오구타호변의 농경지와 식물.
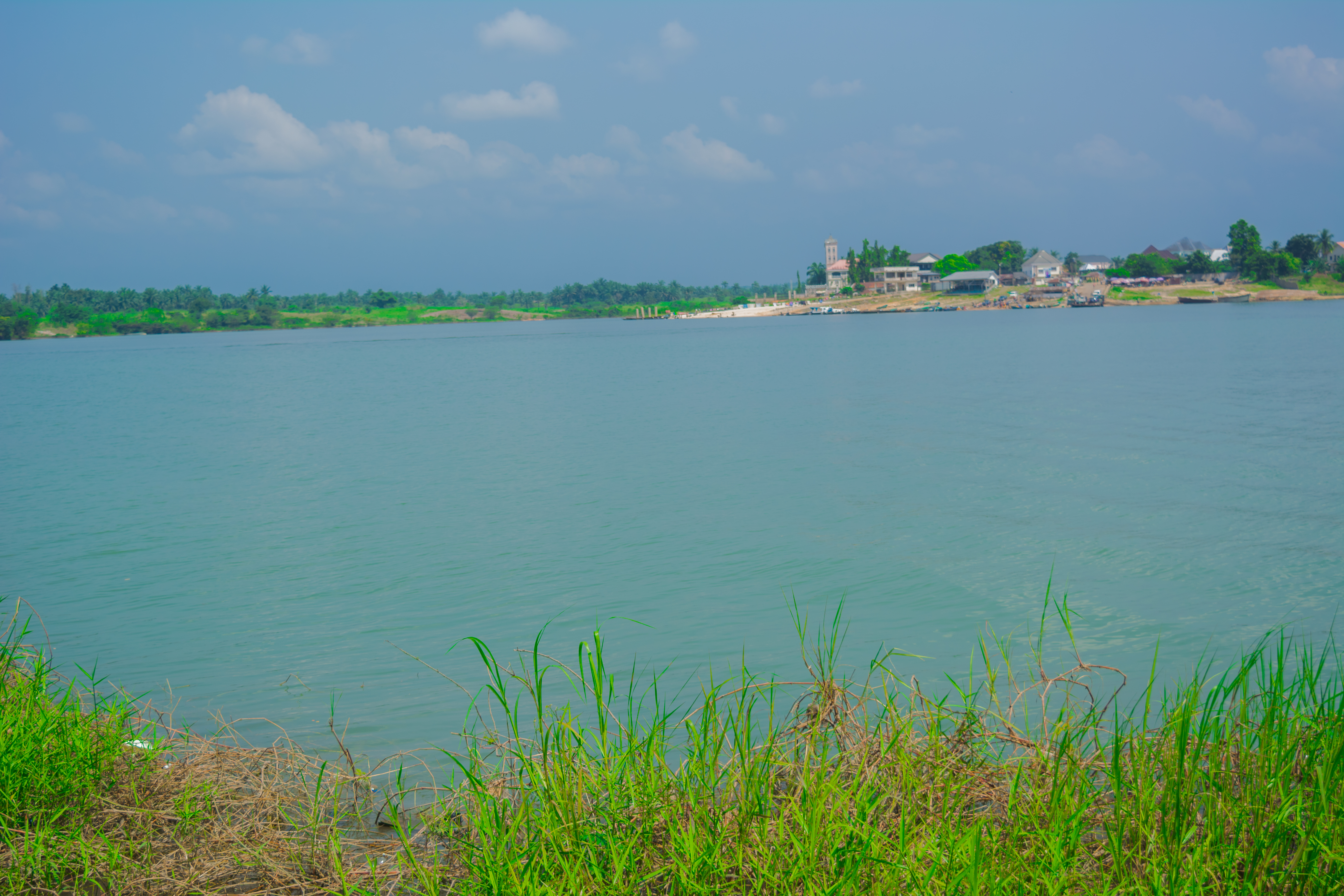
오구타 맞은편 강둑의 인프라(주택) 모습
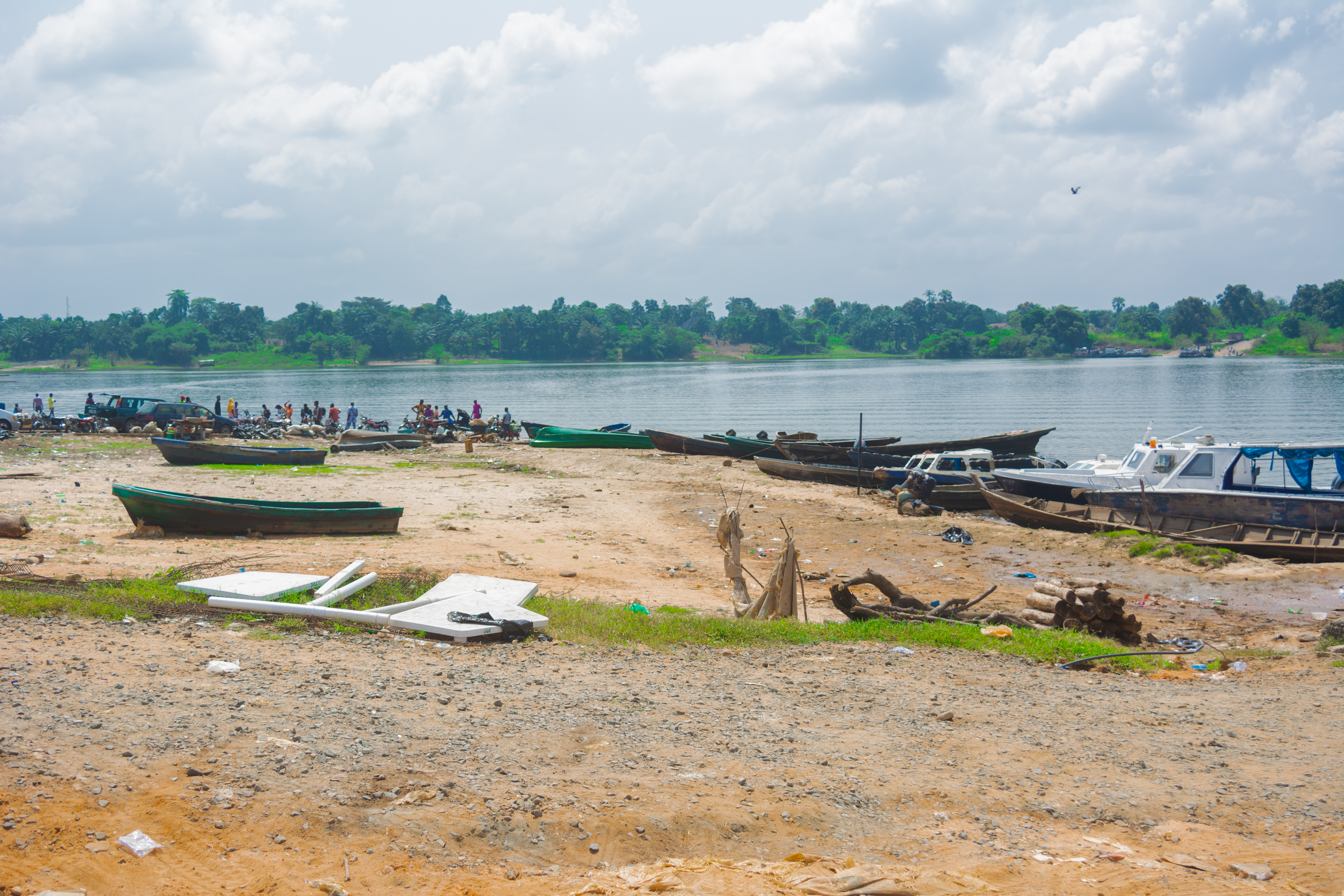
오구타호의 경사진 포인트 바에 전시된 카누와 스피드보트와 같은 다양한 수상 운송 수단.
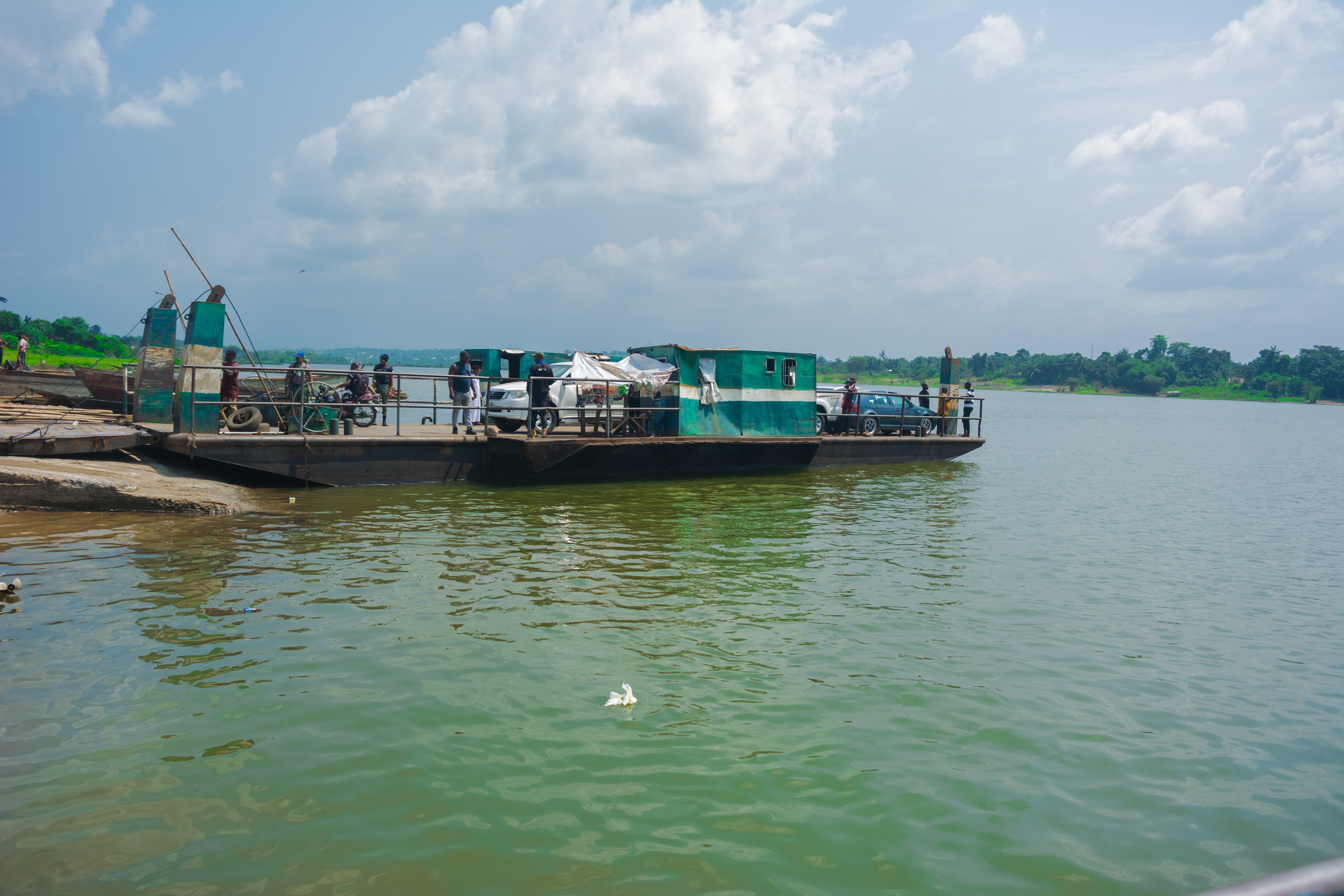
오구타호의 짐을 실은 폰툰(물품, 자동차, 사람)
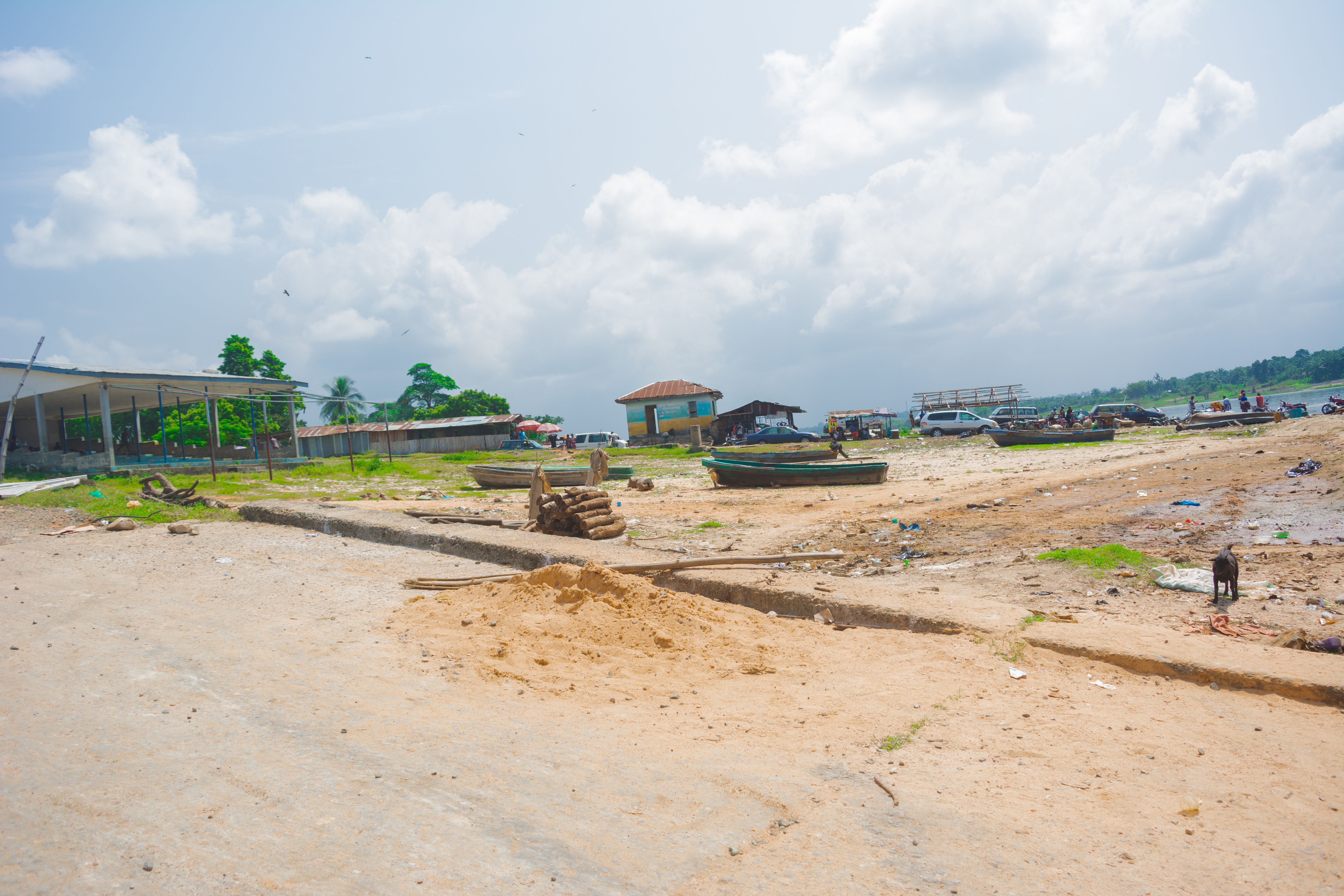
오구타호의 주택 구조 유형
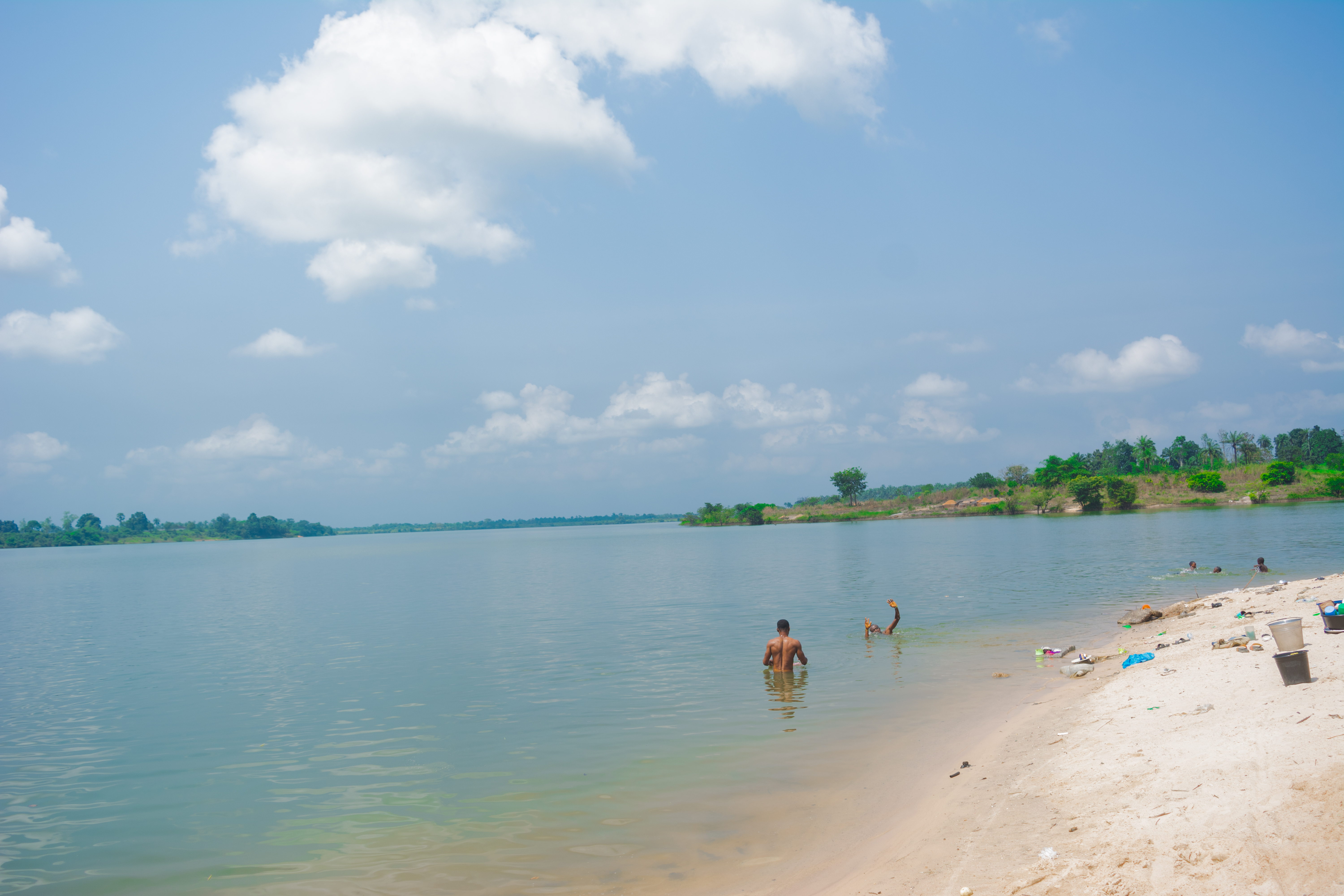
오구타호에서의 수영 활동과 양동이.
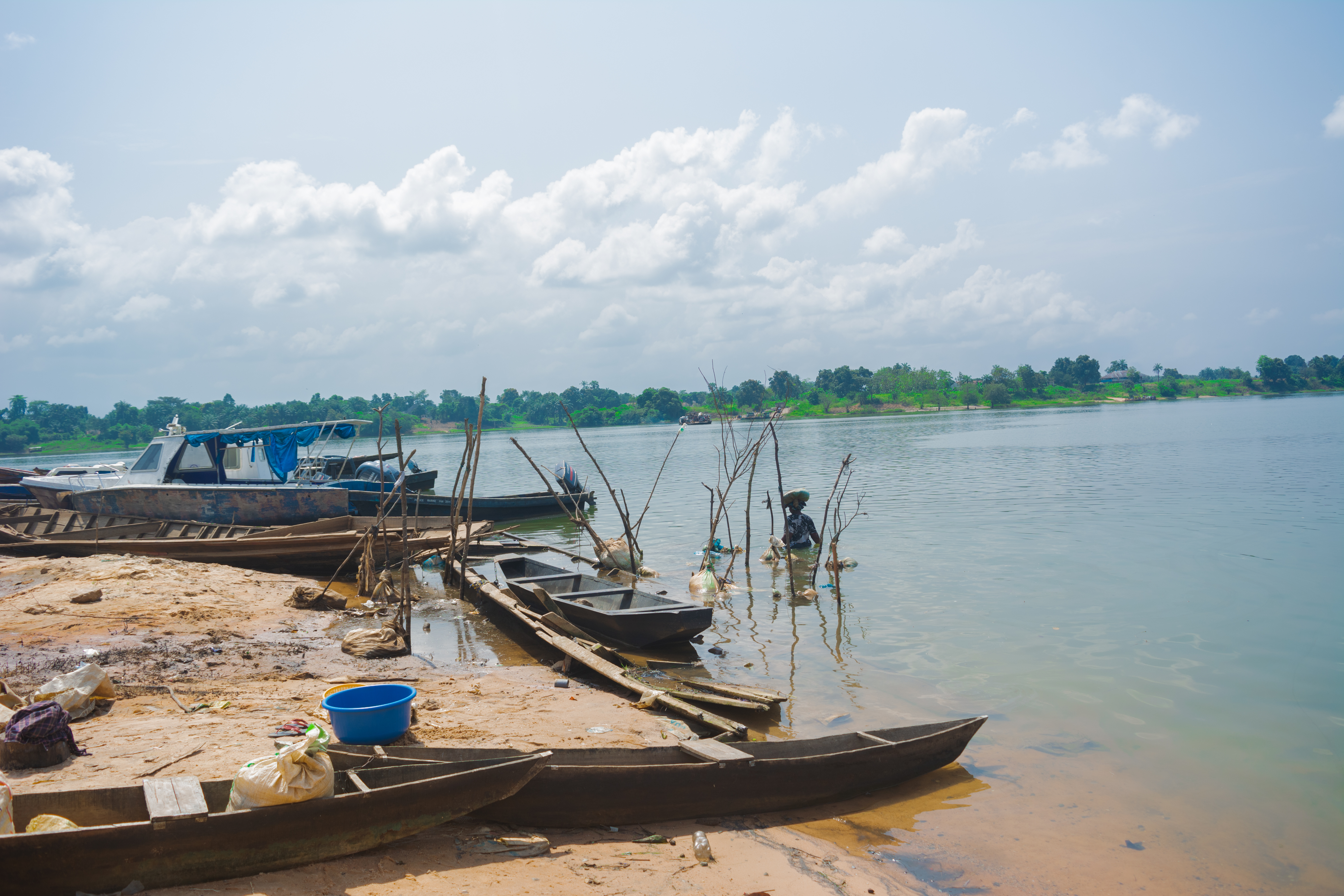
오구타호에서 시골 여성들이 카사바를 발효시키는 과정과 카누.

## 기후
오구타는 건기는 덥고 습하며 부분적으로 흐린 반면, 우기는 따뜻하고 답답하며 흐리다. 연평균 기온은 68°F에서 88°F 사이이며, 60°F 아래로 떨어지거나 91°F 위로 오르는 경우는 거의 없다.

## 내용주
1. ↑  “Oguta Lake”. 《Ramsar Sites Information Service》. 2018년 4월 25일에 확인함.
2. ↑  Floyd, Barry (1969). 《Eastern Nigeria》. Springer. 89쪽. ISBN 9781349006663. 2016년 5월 22일에 확인함.
3. 1 2 3  OGUNKOYA, Prof. O.O. (2007). 《Oguta Lake》 (PDF). 《Information Sheet on Ramsar Wetlands(RIS)》. 4쪽.
4. ↑  “Five things to know about Oguta Lake, where two rivers meet without comi”. 《RefinedNG》 (미국 영어). 2022년 11월 26일. 2023년 7월 25일에 확인함.
5. ↑  Duru, Victor (2022년 6월 1일). “Oguta lake: 'Mysterious' lake in Imo state where two 'angry' rivers don't mix up”. 《Legit.ng - Nigeria news.》 (영어). 2023년 7월 25일에 확인함.
6. ↑  “Lake Oguta | Oguta Lake | World Lake Database - ILEC”. 《wldb.ilec.or.jp》. 2023년 7월 25일에 확인함.
7. ↑  akande, segun (2022년 3월 4일). “Oguta Lake: In a corner of Imo, two angry rivers flow without ever coming together”. 《Pulse Nigeria》. 2022년 5월 23일에 확인함.
8. ↑  “Lake Oguta | Oguta Lake | World Lake Database - ILEC”. 《wldb.ilec.or.jp》. 2023년 10월 6일에 확인함.
9. 1 2  “Oguta Lake Imo State :: Nigeria Information & Guide”. 《www.nigeriagalleria.com》. 2023년 7월 25일에 확인함.
10. ↑  “Oguta Lake: In a corner of Imo, two angry rivers flow without ever coming together”. 《Pulse Nigeria》 (영어). 2022년 9월 19일. 2023년 7월 25일에 확인함.
11. ↑  “Weather Oguta Lake, Nigeria today - current weather forecast Oguta Lake - Meteobox.com”. 《meteobox.com》 (영어). 2023년 9월 30일에 확인함.
12. ↑  “Oguta Climate, Weather By Month, Average Temperature (Nigeria) - Weather Spark”. 《weatherspark.com》 (영어). 2023년 9월 30일에 확인함.
13. ↑  “Oguta Lake”. www.ilec.or.jp. 2008년 6월 8일에 확인함.
14. ↑  Chuku, Gloria (2005). 《Igbo women and economic transformation in southeastern Nigeria, 1900-1960》. Routledge. 26쪽. ISBN 0-415-97210-8.
15. ↑  “LakeNet -Lakes”. www.worldlakes.org. 2005년 3월 30일에 원본 문서에서 보존된 문서. 2008년 6월 8일에 확인함.
16. ↑  “Oguta Climate, Weather By Month, Average Temperature (Nigeria) - Weather Spark”. 《weatherspark.com》 (영어). 2023년 9월 15일에 확인함.